# I venti dell'Egeo
(pag.390)
I venti dell'Egeo (titolo originale Tides of War) è un romanzo di Steven Pressfield edito nel 2000.

## Trama
Atene - V secolo a.C.
Un uomo rinchiuso in carcere ed accusato di essere amico di Sparta racconta la sua storia e le sue pene ad un ex comandante di nome Giasone. Si tratta di Polemide, un tempo soldato ateniese, poi mercenario, assassino e sicario per la krypteia spartana. Ma soprattutto pesa su di lui l'accusa più grave, quella di avere ucciso l'uomo più amato ed odiato nello stesso tempo di tutta Atene: Alcibiade. Mentre racconta le sue vicissitudini, le guerre e le carestie negli ultimi anni della Guerra del Peloponneso, Polemide rievoca le gesta e le imprese del grande stratega ateniese, le sue abilità, le sue qualità, ma anche i difetti, l'ambiguità e la dissolutezza. Uomo di straordinario fascino, Alcibiade condurrà Atene alle sue ultime straordinarie vittorie, prima di cedere agli Spartani. E mentre Polemide si confida con Giasone, in una stanza vicina un altro grande ateniese, Socrate, sta per morire...

## Edizioni
- Steven Pressfield, I venti dell'Egeo, traduzione di Silvia Cosimini, Anna Feruglio Dal Dan, Fabio Melatti, Mondolibri, 2001,  p. 614, ISBN 88-17-12689-6.